# Masdevallia chaparensis
Masdevallia chaparensis là một loài thực vật có hoa trong họ Lan. Loài này được T.Hashim. mô tả khoa học đầu tiên năm 1978.

## Hình ảnh

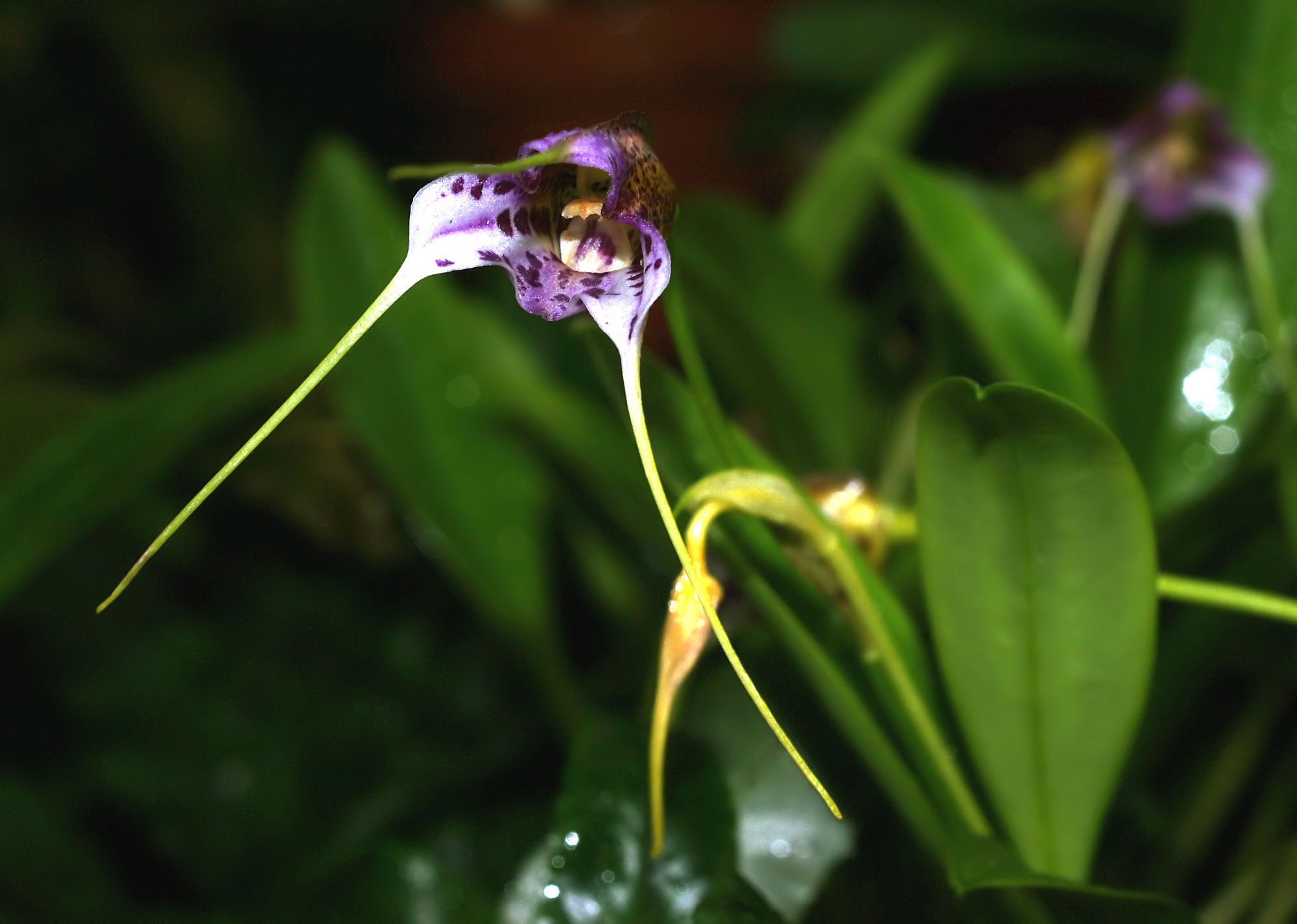
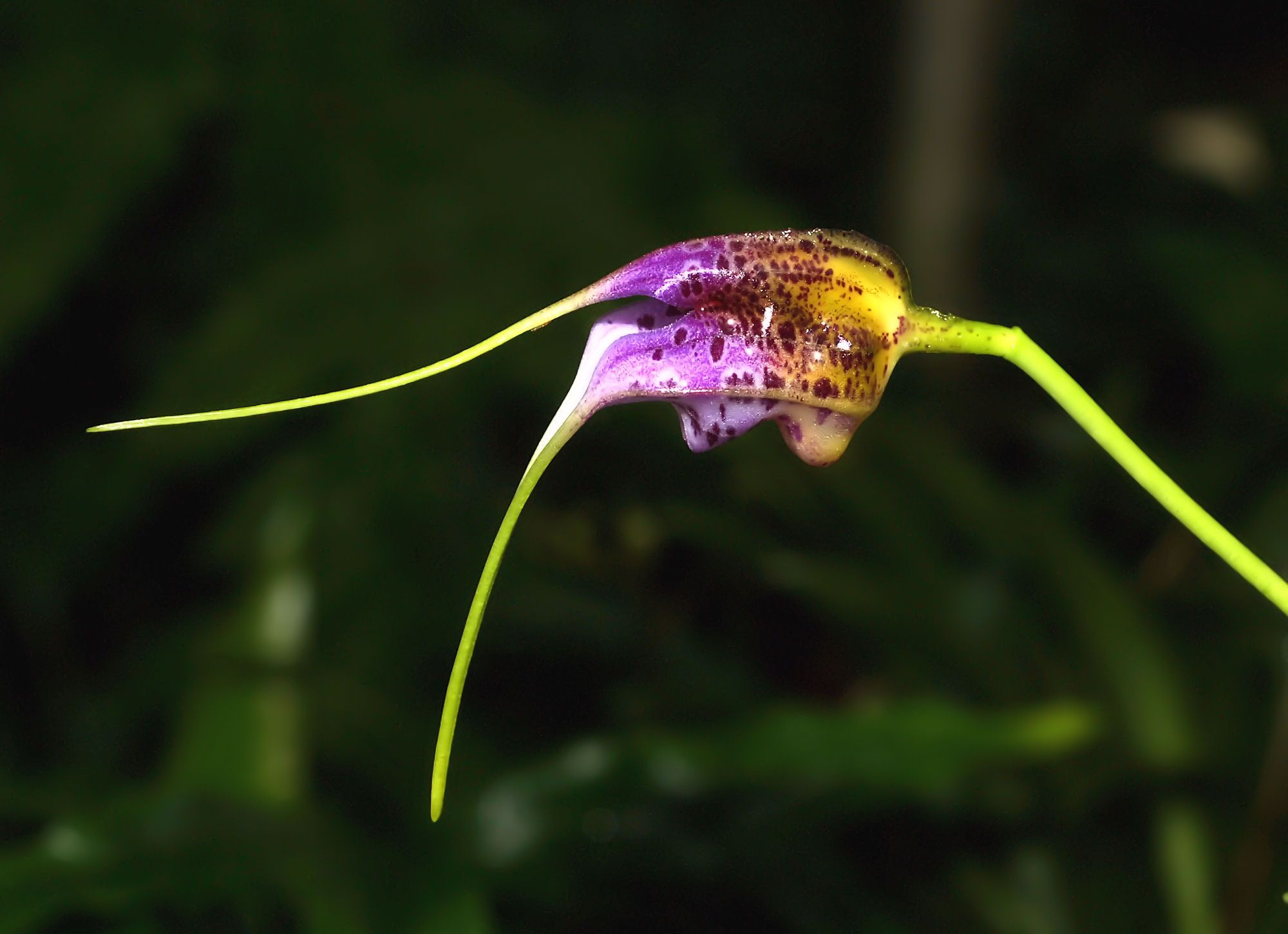
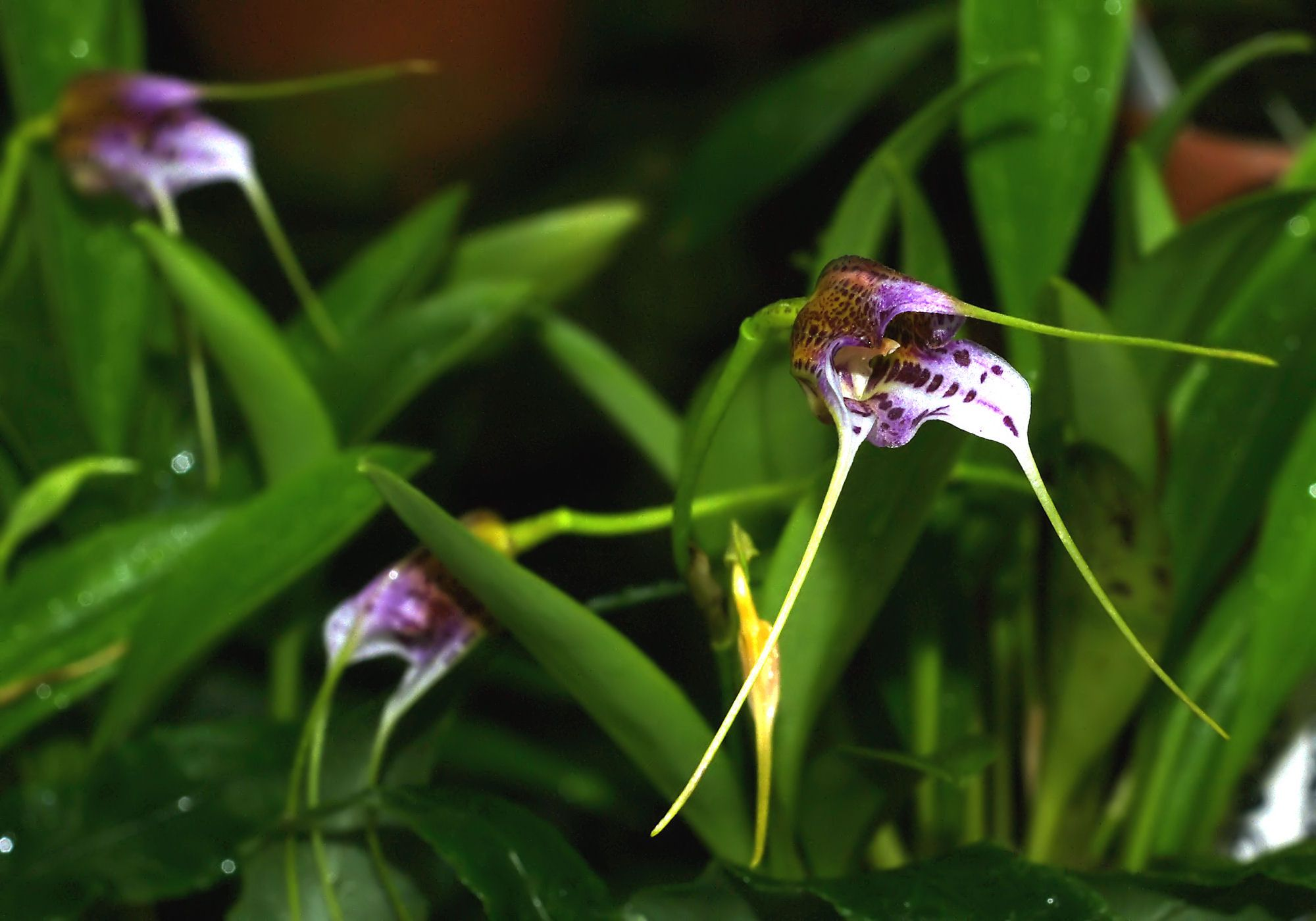